# 3-я танковая дивизия СС «Мёртвая голова»
3-я та́нковая диви́зия СС «Мёртвая голова́» (нем. 3. SS-Panzer-Division «Totenkopf») — тактическое соединение войск СС. Сформирована в период с 16 октября по 1 ноября 1939 года в учебном лагере СС в Дахау как дивизия моторизованной пехоты. Основу составили чины соединения СС «Мёртвая голова», а также офицеры частей усиления СС и Данцигский хаймвер СС. Первым командиром стал Теодор Эйке, более известный как «архитектор» системы концентрационных лагерей нацистской Германии.

## Формирование
16 октября 1939 года на основе частей для охраны концлагерей «Мёртвая голова» была создана дивизия СС «Мёртвая голова». В состав дивизии также вошли чины Данцигского хаймвера СС. Формирование дивизии проходило в районе концлагеря Дахау. После начальной подготовки части дивизии были переброшены в западную часть Германии, а в марте 1940 года в район города Падерборн. К началу мая дивизия была переброшена к французской границе.

## Боевой путь дивизии
Свой боевой путь начала с участия в Западной кампании 1940 года. В начале вторжения дивизия находилась в резерве ОКХ, но 17 мая она была отправлена на соединение с 15-м танковым корпусом, оголившим свой фланг. Через три дня части дивизии вступили в бой за Камбре. После Камбре дивизия в течение семи дней сражалась в районе канала Ла Бассе и городка Бетюн. К концу мая она потеряла около 300 офицеров и более 850 солдат и унтер-офицеров. В конце мая 1940 года части дивизии сражались на Дюнкеркском плацдарме. После эвакуации союзных частей дивизия ещё в течение нескольких дней патрулировала побережье, а затем была переброшена к Марне. 24 июня Франция сдалась, и дивизия «Мёртвая голова» была отправлена нести гарнизонную службу в район Бордо. До апреля 1941 года она продолжала оставаться во Франции в качестве оккупационных войск.
3 декабря 1940 года ОКХ вынес на рассмотрение возможность использования дивизии «Мёртвая голова» для атаки на Гибралтар с территории Испании, при этом, в связи с подготовкой войны против СССР операцию следовало завершить до 10 января 1941 года. В связи с нежеланием руководства Испании участвовать в этой операции, время было упущено и операция была отменена.

### 1941
В апреле 1941 года переформирована в моторизованную дивизию СС «Мёртвая голова».
Перед началом войны против СССР дивизия была сосредоточена в Восточной Пруссии, включена в состав 4-й танковой группы и должна была следовать во втором эшелоне 41-го моторизованного корпуса вермахта.
В первые недели войны дивизия использовалась в составе группы армий «Север», принимала участие в боях в районе Каунаса.
2 июля дивизия была передана из резерва 4-й танковой группы в состав 56-го моторизованного корпуса вермахта и в 11 часов 2 июля перешла в наступление на реке Западная Двина в районе Даугавпилса — на участке 21-го механизированного корпуса РККА, части которого вели против неё оборонительные бои на рубеже Дагда — Краслава. 3 июля в районе Дагды советскими военнослужащими 27-й армии были захвачены в плен 12 мотоциклистов из передового дозора дивизии, а затем разгромлен её моторизованный отряд в количестве 200 солдат и офицеров (в плен были взяты командир отряда и ещё несколько военнослужащих, в ходе допроса которых было установлено, что дивизия получила задачу захватить и удерживать город Себеж). Воспользовавшись полученными от пленных сведениями, командир 21-го мехкорпуса РККА Д. Д. Лелюшенко принял решение внезапно атаковать и уничтожить на марше двигавшиеся походными колоннами части дивизии. В результате шедшая к Дагде походная колонна из 200 автомашин с мотопехотой, 15 бронетранспортёров и 18 артиллерийских орудий была атакована с фронта и флангов 42-й танковой дивизией РККА и уничтожена.
9 июля дивизия СС «Мёртвая голова» была изъята из подчинения 56-го моторизованного корпуса и заменена в районе Себеж — Опочка подошедшей 290-й пехотной дивизией вермахта.
10 июля в ходе боя за Опочку 3-й мотоциклетный батальон СС «Мёртвая голова» при поддержке лёгкого артдивизиона 30-го артиллерийского полка форсировал Великую у д. Кишкино и стал продвигаться в район д. Белки. У д. Барабаны мотострелковый взвод 46-й танковой дивизии попытался задержать мотоциклистов. Ему на помощь пришёл взвод 195-го полка 181-й стрелковой дивизии, оборонявший д. Белки. В ходе боя немцам удалось захватить деревню Белки. Батальон 195-го полка отошёл в с. Захино. Боевой дозор немецких мотоциклистов на скорости проскочил мост через р. Кудку и достиг станции Вощагино. В бой с эсэсовцами здесь вступил 3-й батальон 243-го стрелкового полка. Подразделения 181-й стрелковой дивизии контратакой отбросили мотоциклистов противника за р. Кудку. После разгрома мотоциклетного авангарда эсэсовцы отошли в район д. Белки, где заняли оборону.
11 июля в районе Опочки шли ожесточённые бои. В 22:30 отряд 181-й стрелковой дивизии (стрелковый батальон с 122-мм гаубицей) атаковал противника от Захино на Белки. Батальон скрытно форсировал Кудку, уничтожил боевое охранение противника в д. Ильмовой Горе и д. Зуево, а затем ночным штыковым ударом в коротком бою разгромил роту 3-го мотоциклетного батальона СС в Коровкино. К этому времени для переброски под Порхов в районе Коровкино — Белки происходила концентрация дивизии СС «Мёртвая голова». 3-й разведывательный батальон СС прошёл Барабаны, занял мост, высоту 115 и село Катниково. За ним выдвигалась вся дивизия. В 2:30 12 июля отрядом 181-й дивизии РККА в д. Белки был атакован и разгромлен 3-й мотоциклетный батальон СС. Неожиданным ударом было уничтожено около десятка автомашин и большое количество эсэсовцев. Дивизии СС «Мёртвая голова» пришлось разворачивать войска для боя. С рассветом разведывательный батальон и мотоциклисты дивизии СС при поддержке артиллерии атаковали батальон РККА в д. Панютино и д. Белки. К 11:00 под воздействием превосходящих сил эсэсовцев отряд отошёл к Порядино и Коровкино. К концу дня 12 июля дивизия СС была переброшена в район Острова. К полуночи от д. Барабаны и д. Белки снялся 3-й мотоциклетный батальон СС.
15 августа 56-й моторизованный корпус (в состав которого в тот момент входили 3-я моторизованная дивизия и дивизия СС «Мёртвая голова») был передан в подчинение 16-й армии и развёрнут на юг для оказания помощи 10-му армейскому корпусу вермахта, который в районе южнее озера Ильмень атаковали части 38-й армии РККА. К 18 августа корпус был переброшен к западному флангу 38-й армии РККА и утром 19 августа начал наступление.
В дальнейшем дивизия принимала участие в боях в районе Пскова, Луги.
В начале декабря дивизию использовали для усиления дивизии СС «Рейх» на участке фронта в районе Рождествено, Снигири.

### 1942
Ночью 8 января 1942 года Красная армия начала очередное наступление. После месяца упорных боёв в результате успешного наступления Красной армии ряд немецких частей угодил в два образовавшихся котла: Демянский и Холмский. В Демянский котёл попало около 90 000 человек, в том числе и из дивизии «Мёртвая голова».
8 февраля дивизия была разделена на две боевые группы «Эйке» и «Симон». Группа «Эйке» оборонялась на позициях у Василившино, Калиткино, Великое село и Залучье. Группа оберфюрера СС Макса Симона держала позиции у Лужно, Сухой Нивы и Кироловщины. В конце марта, после потепления, немцы начали операцию по деблокировке Демянского котла. Остаткам группы Эйке удалось опрокинуть советские части у Закрутино, Бяково и Рамушево. В результате прорыва эсэсовцам удалось пробиться к восточному берегу Ловати.
7 апреля 55-я стрелковая дивизия РККА начала наступление на участке фронта в районе деревня Рыкалово — деревня Большие Дубовицы (несуществующие ныне деревни в Парфинском районе Новгородской области), в начавшихся боях находившиеся на этом участке фронта подразделения дивизии СС «Мёртвая голова» были разгромлены.
В апреле немецкие части соединились с прорвавшимися. Общая стабилизация в районе Демянска наступила лишь в мае, когда котёл превратился в Демянский выступ. Однако вопреки всем ожиданиям остатки дивизии были оставлены на фронте. Получив мизерное пополнение, летом она продолжала оставаться на демянском фронте в составе 2-го армейского корпуса. В боях в период с января по октябрь дивизия потеряла около 80 % личного состава. Вследствие этого в октябре дивизия была переведена в южную Францию.
Прибыв в район Лиможа, дивизия начала переформировываться в танково-гренадерскую (SS-Panzer-Grenadier-Division Totenkopf). Помимо обучения её части несли охранную службу на побережье у Нарбонны. В конце декабря дивизия была переведена в Ангулем, а в начале февраля 1943 г. была вновь отправлена на восточный фронт.

### 1943

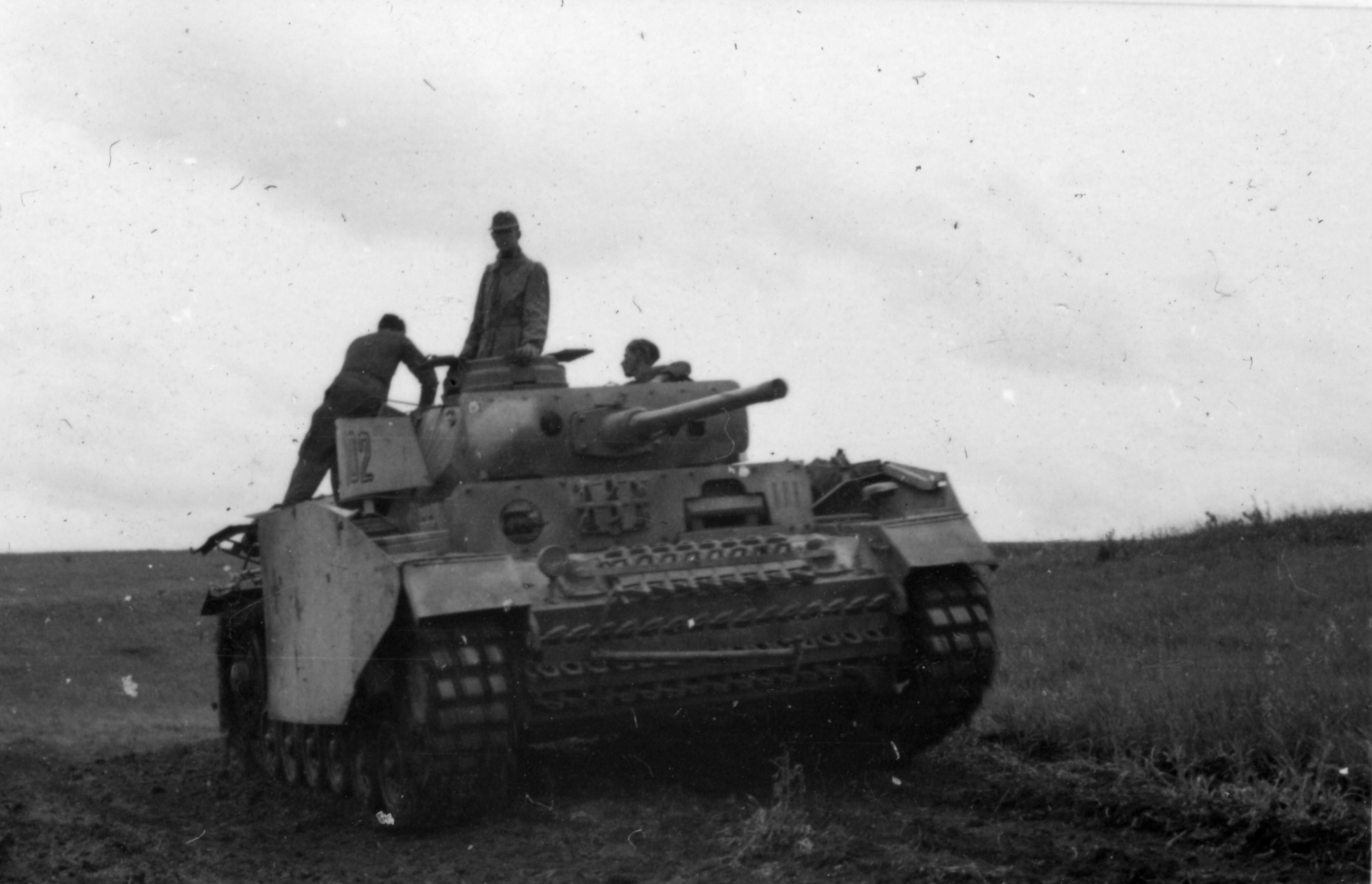
Июль 1943 г. Средний танк PzKpfw III дивизии «Мёртвая голова» с башенным номером 102

С февраля 1943 года — вновь на восточном фронте.
Прибыв на Украину, дивизия была подчинена 2-му танковому корпусу СС Хауссера. 15 февраля вместе с остальными частями корпуса дивизия «Мёртвая голова» участвовала в боях за Харьков против сил Воронежского фронта, но уже в ночь на 16 февраля корпус был выведен из Харькова.
7 марта 4-я танковая армия вермахта (включая 2-й танковый корпус СС, в состав которого уже полностью прибыла дивизия СС «Мёртвая голова») начала наступление из района Краснограда на север с задачей перейти Донец ниже Харькова и атаковать силы РККА в районе Харькова. В дальнейшем, дивизия участвовала в боях за Харьков.
18 марта в районе селения Шопино (севернее Белгорода) передовой отряд 21-й армии под командованием командира 155-го гвардейского стрелкового полка подполковника Г. В. Пантюхина организовал засаду, в которой было разгромлено подразделение 3-й танковой дивизии СС «Мёртвая голова». В ходе допроса пленных было установлено, что дивизия движется в направлении на Обоянь. В результате, к исходу дня 18 марта находившиеся на данном участке фронта главные силы 52-й гвардейской стрелковой дивизии РККА перешли к обороне севернее Белгорода. Части дивизии «Мёртвая голова» несколько раз атаковали позиции 52-й гвардейской стрелковой дивизии, но не сумели прорвать оборону и линия фронта на этом участке стабилизировалась. Части дивизии отличились в боях за район Павлоград — Новомосковск, а затем участвовали в боях у Чугуева и Донца. В мае и июне дивизия находилась вне фронта, она получила пополнение и несла охрану Большой Даниловки.
Перед началом немецкого наступления летом 1943 года дивизия пополнялась бронетехникой, танки при перевозке на железнодорожных платформах маскировались тюками прессованного сена. Поставки техники были обнаружены участниками советской подпольной организации, действовавшей на железнодорожной станции Оболь, на которой немецкие эшелоны были вынуждены останавливаться для заправки паровозов водой, поскольку водокачки на всех соседних станциях были выведены из строя партизанами (как вспоминал один из руководителей подпольной организации Б. К. Маркиянов, подпольщик Николай Алексеев бросил в платформу с сеном бутылку с бензином и немецкие охранники немедленно начали растаскивать горящее сено, а затем стянули брезент, под которым оказался танк с опознавательными знаками дивизии СС «Мёртвая голова»).
В первой половине июля в составе 2-го танкового корпуса СС дивизия участвовала в боях на южном фасе Курской дуги. Непосредственно перед началом немецкого наступления дивизия насчитывала, по разным данным, от 183 до 194 исправных танков и САУ, но в это количество не включены танки, находившиеся в ремонте (по состоянию на 30 июня 1943 года, в ремонте находились 63 танка 2-го танкового корпуса СС и некоторое количество из них могло быть отремонтировано и возвращено в войска до начала сражения), некоторое количество трофейных советских танков, а также бронированные машины специального назначения (командирские машины, ремонтно-эвакуационные машины, машины артиллерийских наблюдателей и огнемётные танки).
Для развёртывания ей был отведён участок фронта на северо-западе от Белгорода. Дивизия вступила в бой в глубоко эшелонированных порядках. В первом эшелоне шла ударная группа (моторизованный полк, сапёрная рота, несколько батарей штурмовых орудий и рота танков «Тигр»), за которой во втором эшелоне шла группа развития успеха (танковый полк, один пехотный батальон на бронетранспортёрах, один дивизион САУ и одна сапёрная рота), вслед за которыми в третьем эшелоне шли группы резерва (остальные силы дивизии).
Первой, 5 июля в сражение вступила танковая группа дивизии, которая была введена в прорыв восточнее Берёзова и нанесла удар во фланг 375-й стрелковой дивизии РККА с задачей отбросить советские войска за реку Липовый Донец. Однако добиться поставленной цели ей не удалось, поскольку командование 23-го гвардейского стрелкового корпуса РККА оперативно использовало для прикрытия стыка между 52-й гвардейской стрелковой дивизией и 375-й стрелковой дивизией приданное корпусу подвижное соединение — 96-ю отдельную танковую бригаду (в составе которой имелось 69 танков, 52 из которых средние танки Т-34).
К 6 июля дивизия «Мёртвая голова» сумела углубиться в боевые порядки советских войск, однако атака боевой группы дивизии «Мёртвая голова» (пытавшейся с ходу захватить переправу через реку Липовый Донец и форсировать реку) была отбита огнём советской артиллерии с восточного берега реки. В 15 часов (по московскому времени) 6 июля 2-й гвардейский танковый корпус РККА получил приказ форсировать реку Липовый Донец в западном направлении и, разгромив части противника, перерезать шоссе Белгород — Курск. Удар пришёлся в стык между дивизиями СС «Рейх» и «Мёртвая голова», и к 20 часам 6 июля корпус выполнил поставленную перед ним задачу.
В ходе наступления частям дивизий СС удалось выйти к реке Псёл. Форсировав её, танки дивизии 12 июля приняли участие в боях под Прохоровкой против 5-й гвардейской танковой армии генерал-лейтенанта П. А. Ротмистрова.
11 августа получившие пополнение моторизованные дивизии СС «Рейх», «Мёртвая голова» и «Викинг» из района южнее Богодухова нанесли контрудар по 1-й танковой армии и частям левого фланга 6-й гвардейской армии РККА (Белгородско-Харьковская стратегическая наступательная операция «Румянцев»). На помощь атакованным советским войскам были направлены части 5-й гвардейской танковой армии, и к 16 августа немецкое наступление было остановлено.
В середине августа немецкое командование начало готовить новый контрудар из района Ахтырки на Богодухов с целью отрезать и разгромить войска 27-й армии. Для удара с запада были выделены моторизованная дивизия «Великая Германия», 10-я моторизованная дивизия, 51-й и 52-й отдельные тяжёлые танковые батальоны, части 7-й, 11-й и 19-й танковых дивизий; для удара к югу от Ахтырки была выделена дивизия «Мёртвая голова». Утром 18 августа после сильной артиллерийской подготовки и массированных налётов бомбардировочной авиации немецкие войска перешли в наступление, дивизия «Мёртвая голова» нанесла удар из района южнее Ахтырки на Колонтаев.
26 августа начались бои за райцентр Котельву, превращённый в укреплённый опорный центр немецкой обороны. Наступавшие части 5-й дивизии РККА не сумели преодолеть сопротивления частей немецкой моторизованной дивизии СС «Мёртвая голова», были остановлены на северном берегу реки Котелевка и завязали огневой бой с противником. В следующие дни немецкое командование непрерывно подтягивало в этот район подкрепления и бои приняли позиционный характер — ожесточённые сражения за каждый дом в Котельве продолжались 14 суток, однако после того, как в результате наступления советских частей на фланге группировки возникла угроза окружения немецких войск, немецкие войска отступили из Котельвы.
После приказа о приостановке наступления дивизия была отправлена на Миуский участок фронта. У Миуса части дивизии участвовали в боях у Герасимова и Дмитриевки. Из-за обострения обстановки под Харьковом дивизия была вновь переброшена в район города. После падения Харькова дивизия отошла в направлении Киева.
В сентябрьских боях за Киев дивизия действовала в районе Кременчуга. 21 октября переименована в 3-ю танковую дивизию СС «Мёртвая голова» (3. SS-Panzer-Division Totenkopf). К концу октября она была переброшена к Кировограду и Кривому Рогу. У Кривого Рога дивизия участвовала в контратаках 1-й танковой армии против наступающих советских войск.

«18 — 27 октября — SSTK защищает Кривой Рог — транспортный узел, центр снабжения, штаб-квартиру группы армий „Юг“.

15 — 21 ноября: „Totenkopf“ отбивает первое советское наступление на Кривой Рог, 25 — 28 ноября — второе, 5 — 6 декабря — третье».— Из документов штаба дивизии СС «Мёртвая голова», датированных концом 1943 года.

### 1944

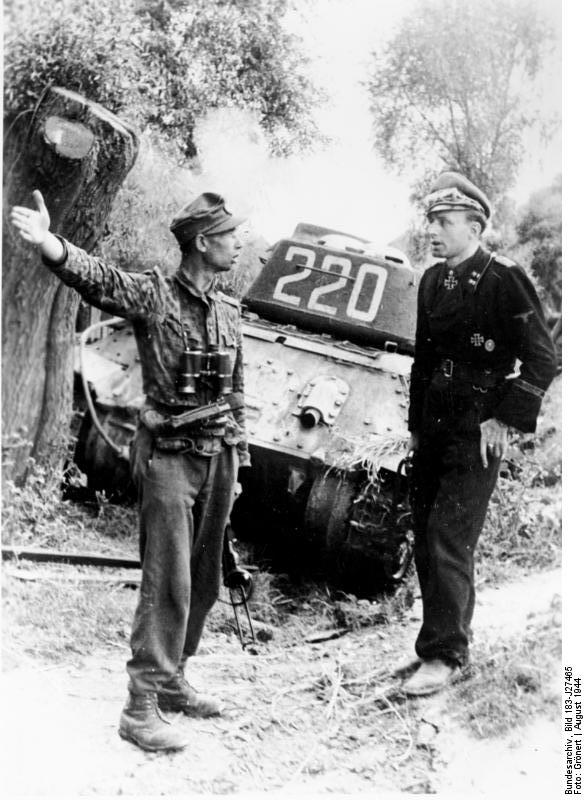
Офицеры дивизии СС «Мёртвая голова» на фоне подбитого танка Т-34 20-й танковой бригады

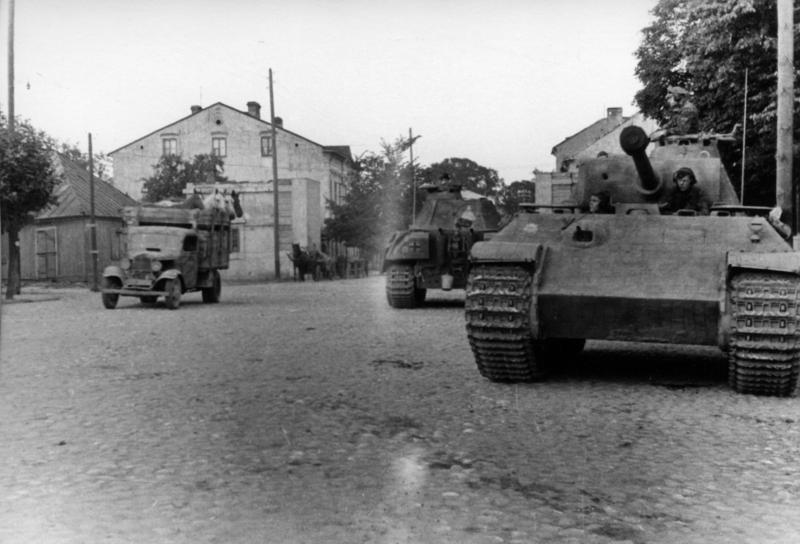
Танк «Пантера» дивизии СС «Мёртвая голова» в уличном бою за г. Седлец, 25—29 июля 1944 года

В январе 1944 года она отошла на север от Кривого Рога, а затем в феврале прикрывала отступление армии к Южному Бугу. В марте дивизия была отправлена в Балту. Здесь «Мёртвая голова» вошла в состав группы армий «Южная Украина», в арьергарде которой отошла на территорию Молдавии. В Молдавии дивизия участвовала в оборонительных боях на Днестре, а затем в апреле отступила в Румынию к берегам Сирет.
В апреле — мае она участвовала в боях между городами Пашкани и Роман. В июне дивизия была выведена в резерв 8-й армии и получила пополнение из состава 16-й моторизованной дивизии СС «Рейхсфюрер СС». С 8 июля дивизия начала перебрасываться в район действия группы армий «Центр» под Гродно. По прибытии подразделения дивизии были брошены в наступление на северо-западе от Гродно. В конце июля она была переведена в район города Седльце. После обороны Седльца дивизия сражалась у Минска-Мазовецкого, а в середине июля вместе с дивизией СС «Викинг» с советскими танками у города Станислава.
В ходе дальнейших боёв, в частности, операции «Багратион», дивизия понесла большие потери и начала отступать.
25 июля немецкое командование перебросило в г. Седльце на усиление своих отходящих войск части 73-й пехотной дивизии вермахта, 3-й танковой дивизии СС «Мёртвая голова» и несколько бронепоездов, в результате ожесточённые уличные бои за город продолжались до 31 июля, когда этот город был полностью освобождён. К вечеру 31 июля части дивизии появились перед фронтом 2-й танковой армии РККА, 1 августа в составе немецкой ударной группировки дивизия «Мёртвая голова» атаковала советские войска и нанесла ощутимый урон РККА в боях под Модлином в августе 1944 года.
В сентябре—октябре она оборонялась и атаковала на Варшавском участке фронта между реками Висла, Буг и Нарев, имея своей задачей не допустить выхода советских войск к восставшей Варшаве. После подавления восстания в середине октября дивизия и весь 4-й танковый корпус СС были отведены в район Модлина.
Пробыв в резерве за Вислой около двух месяцев, корпус был переброшен в Венгрию. Здесь в конце декабря в Будапеште был окружён 9-й горный армейский корпус СС. Прибывшие танковые дивизии СС получили задание прорвать кольцо советских войск вокруг города.

### 1945
В начале января 1945 года дивизии СС «Викинг» и «Мёртвая голова» пошли на прорыв. К 7 января части 3-й дивизии СС заняли позицию между Тарьян и Бичке. Через неделю немцы решили нанести удар на другом участке фронта и начали переброску корпуса в район озера Балатон. 18 января 1945 г. 3-я и 5-я танковые дивизии СС устремились на прорыв. Пройдя с боями между озером Веленце и городом Барачка, части 3-й дивизии СС достигли предместий Валя к вечеру 26 января. После этого части дивизии под давлением превосходящих советских сил начали отступление. Дивизия вела арьергардные бои между Секешфехерваром и озером Веленце. В марте дивизия отступила к городу Варпалота, а затем к Шопрону. Из Шопрона дивизия отступила к Вене.
Вместе с другими частями 6-й танковой армии СС, остатки дивизии участвовали в сражении за Вену. После взятия Вены группа чинов дивизии отступила в Штоккерау, откуда, в свою очередь, отошла в направлении Кремса. Перейдя реку Энс, шесть танков дивизии и примерно 1000 солдат сдались американцам неподалёку от концлагеря Маутхаузен. По требованию советского командования пленные чины дивизии были переданы американцами Советскому Союзу.

## Военные преступления дивизии

### Преступления, совершённые в отношении военнопленных

#### Резня в Ле-Парадиз
Последним очагом сопротивления британцев во французской кампании 1940 года была ферма на окраине деревни Ле-Парадиз, которая после непродолжительного боя была окружена немцами. Британцам поступил приказ — продержаться до темноты, однако примерно в 17:15 боеприпасы у них закончились и командир оборонявшихся норфолкцев майор Райдер приказал сотне выживших сдаться. Командир 14-й роты Фриц Кнёхляйн отвел пленников через дорогу к ближайшему сараю и двумя пулемётами расстрелял их. Оставшихся в живых он приказал добить штыками, а спустя час, убедившись, что все британцы мертвы, повёл роту на соединение с полком. Тем не менее, двум британцам удалось выжить в этой бойне и впоследствии дать свидетельские показания на процессе над Кнёхляйном, который по приговору британского военного суда был повешен в 1948 году.
Немецким же командованием Кнёхляйну так и не было предъявлено никаких обвинений, случившееся даже не отразилось на его службе и карьерном росте. По мнению Эйке, таким и должен был быть эсэсовец — бесстрашный и ненавидящий своего врага, именно так воспитывал их Эйке в концентрационных лагерях. За содеянное Эйке всего лишь объяснился перед Гиммлером и эпизод был забыт.

## Состав дивизии

### Дивизия СС «Мёртвая голова» (SS-Totenkopf-Division, 1939)
- 1-й пехотный полк СС «Мёртвая голова» (SS-Totenkopf-Infanterie-Regiment 1)
- 2-й пехотный полк СС «Мёртвая голова» (SS-Totenkopf-Infanterie-Regiment 2)
- 3-й пехотный полк СС «Мёртвая голова» (SS-Totenkopf-Infanterie-Regiment 3)
- Артиллерийский полк СС «Мёртвая голова» (SS-Totenkopf-Artillerie-Regiment)
- Разведывательный батальон СС «Мёртвая голова» (SS-Totenkopf-Aufklärungs-Abteilung)
- Противотанковый артиллерийский дивизион СС «Мёртвая голова» (SS-Totenkopf-Panzerabwehr-Abteilung)
- Сапёрный батальон СС «Мёртвая голова» (SS-Totenkopf-Pionier-Bataillon)
- Батальон связи СС «Мёртвая голова» (SS-Totenkopf-Nachrichten-Abteilung)

### Моторизованная дивизия СС «Мёртвая голова» (SS-Panzergrenadier-Division «Totenkopf», 1942)
- 3-й танковый полк (SS-Panzer-Regiment 3)
- 1-й моторизованный полк СС «Мёртвая голова» (SS-Panzergrenadier-Regiment 1 Totenkopf)
- 3-й моторизованный полк СС «Мёртвая голова» (SS-Panzergrenadier-Regiment 3 Totenkopf)
- Дивизион штурмовых орудий CC «Мёртвая голова» (SS-Totenkopf-Sturmgeschütz-Abteilung)
- Противотанковый артиллерийский дивизион СС «Мёртвая голова» (SS-Totenkopf-Panzerjäger-Abteilung)
- Зенитный артиллерийский дивизион СС «Мёртвая голова» (SS-Totenkopf-Flak-Abteilung)
- Разведывательный батальон СС «Мёртвая голова» (SS-Totenkopf-Aufklärungs-Abteilung)
- Мотоциклетный батальон СС «Мёртвая голова» (SS-Totenkopf-Kradschützen-Bataillon)
- Сапёрный батальон СС «Мёртвая голова» (SS-Totenkopf-Pionier-Bataillon)
- Батальон связи СС «Мёртвая голова» (SS-Totenkopf-Nachrichten-Abteilung)

### 3-я танковая дивизия СС «Мёртвая голова» (3. SS-Panzer-Division «Totenkopf», 1944)
- 3-й танковый полк СС «Мёртвая голова» (SS Panzer-Regiment 3 Totenkopf)
- 5-й моторизованный полк СС «Туле»(SS Panzer-Grenadier-Regiment 5 Thule)
- 6-й моторизованный полк СС «Теодор Эйке» (SS Panzer-Grenadier-Regiment 6 «Theodor Eicke»)
- 3-й артиллерийский полк СС (SS Panzer-Artillerie-Regiment 3)
- 3-й зенитный артиллерийский дивизион СС (SS Flak-Artillerie-Abteilung 3)
- 3-й дивизион штурмовых орудий CC (SS Sturmgeschütz-Abteilung 3)
- 3-й противотанковый артиллерийский дивизион СС (SS Panzerjäger-Abteilung 3)
- 3-й разведывательный батальон СС (SS Panzer-Aufklärungs-Abteilung 3)
- 3-й сапёрный батальон СС (SS Panzer-Pionier-Bataillon 3)
- 3-й батальон связи СС (SS Panzer-Nachrichten-Abteilung 3)
- 3-е подразделение снабжения СС (SS Versorgungs-Einheiten 3)

## Командование дивизией

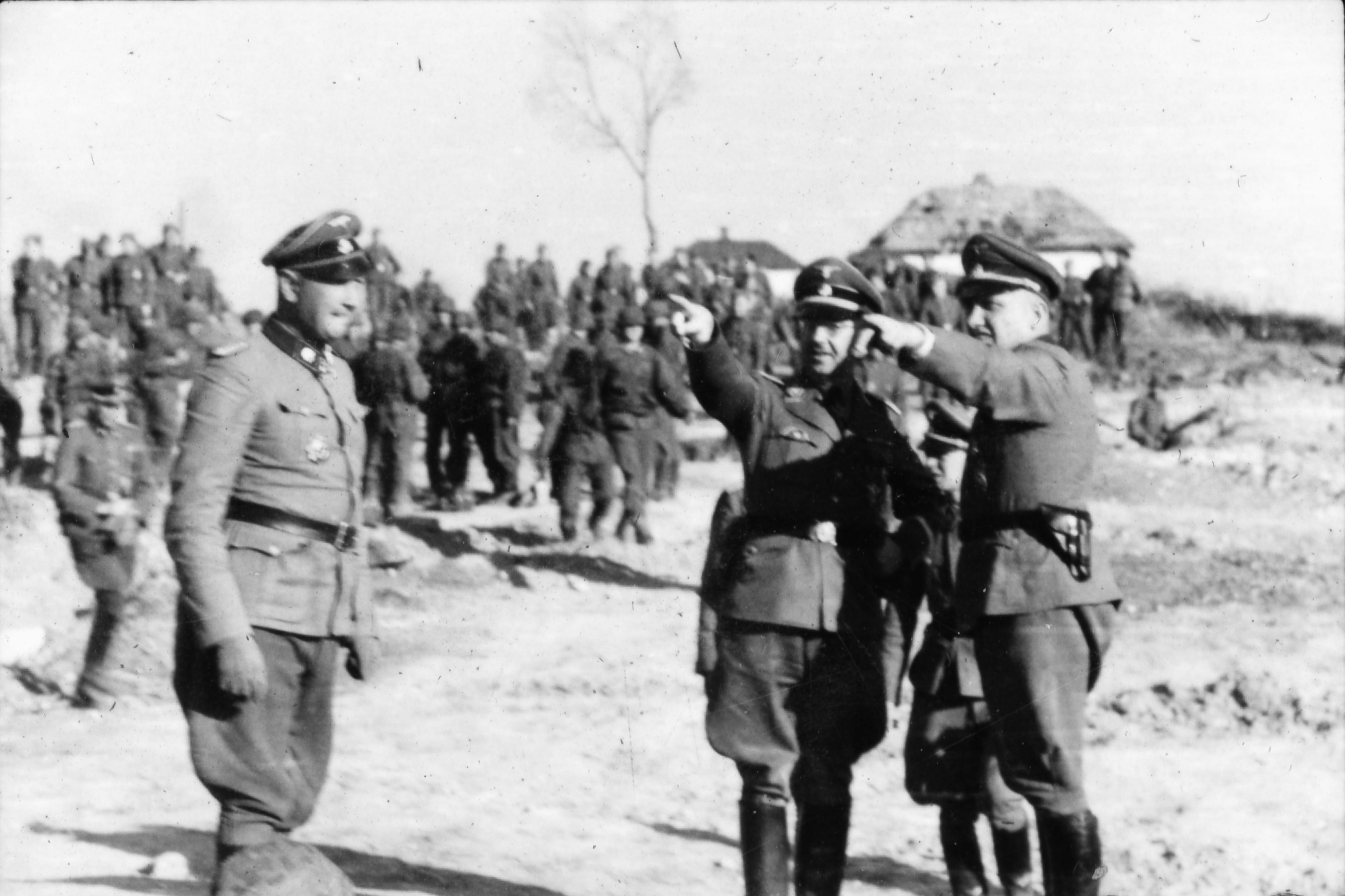
Июнь 1943 г., СССР, район Харькова. Инспектирование дивизии Генрихом Гиммлером

- 1 ноября 1939 — 7 июля 1941 — обергруппенфюрер СС Теодор Эйке
- 7—18 июля 1941 — обергруппенфюрер СС Маттиас Кляйнхайстеркамп
- 18 июля — 19 сентября 1941 — обергруппенфюрер СС Георг Кепплер
- 19 сентября 1941 — 26 февраля 1943 — обергруппенфюрер СС Теодор Эйке
- 26 февраля — 27 апреля 1943 — обергруппенфюрер СС Герман Присс
- 27 апреля — 15 мая 1943 — группенфюрер СС Хайнц Ламмердинг
- 15 мая — 22 октября 1943 — группенфюрер СС Макс Зимон
- 22 октября 1943 — 21 июня 1944 год — обергруппенфюрер СС Герман Присс
- 21 июня 1944 — 8 мая 1945 — бригадефюрер СС Хельмут Беккер

## НаграждённыеРыцарским крестом Железного креста

### Рыцарский Крест Железного креста (46)
- Вальтер Бестманн — 28 сентября 1941 — штурмбаннфюрер СС, командир разведывательного батальона «Мёртвая голова».
- Фриц Кристен — 20 октября 1941 — штурмманн СС, наводчик орудия 2-й роты противотанкового артиллерийского дивизиона.
- Макс Зимон — 20 октября 1941 — оберфюрер СС, командир 1-го пехотного полка СС «Мёртвая голова».
- Теодор Эйке — 26 декабря 1941 — группенфюрер СС и генерал-лейтенант войск СС, командир дивизии СС.
- Франц Клеффнер — 19 февраля 1942 — штурмбаннфюрер СС, командир мотоциклетного батальона.
- Карл Ульрих — 19 февраля 1942 — штурмбаннфюрер СС, командир сапёрного батальона дивизии.
- Людвиг Кёхле — 28 февраля 1942 — обершарфюрер СС, командир ударной группы и взвода 5-й роты 1-го пехотного полка СС «Мёртвая голова».
- Эрвин Мейердресс — 13 марта 1942 — оберштурмфюрер СС, командир батареи штурмовых орудий.
- Эрнст Штёйдле — 10 апреля 1942 — обершарфюрер СС, передовой наблюдатель 8-й батареи артиллерийского полка дивизии.
- Вильфрид Рихтер — 21 апреля 1942 — оберштурмфюрер СС, командир батареи штурмовых орудий.
- Георг Бохман — 3 мая 1942 — гауптштурмфюрер СС, командир противотанкового артиллерийского дивизиона.
- Макс Зеела — 3 мая 1942 — гауптштурмфюрер СС, командир 3-й роты сапёрного батальона дивизии.
- Отто Баум — 8 мая 1942 — штурмбаннфюрер СС, командир 3-го батальона 3-го пехотного полка СС «Мёртвая голова».
- Эдуард Дайзенхофер — 8 мая 1942 — штурмбаннфюрер СС, командир 1-го батальона 1-го пехотного полка СС «Мёртвая голова».
- Отто Крон — 28 июня 1942 — гауптштурмфюрер СС, командир зенитного батальона дивизии.
- Август Цингель — 4 октября 1942 — унтершарфюрер СС, командир ударной группы 15-й роты 1-го пехотного полка СС «Мёртвая голова».
- Ганс Хирнинг — 23 октября 1942 — роттенфюрер СС, командир подразделения гранатомётчиков 6-й роты 1-го пехотного полка СС «Мёртвая голова».
- Вальтер Герт — 31 марта 1943 — оберштурмфюрер резерва СС, командир 7-й батареи артиллерийского полка СС «Мёртвая голова».
- Арцелино Масари — 3 апреля 1943 — гауптштурмфюрер СС, командир разведывательного батальона «Мёртвая голова».
- Вальтер Редер — 3 апреля 1943 — гауптштурмфюрер СС, командир 1-го батальона 1-го моторизованного полка СС «Мёртвая голова».
- Иоахим Шубах — 3 апреля 1943 — штурмбаннфюрер СС, командир 3-го батальона 1-го моторизованного полка СС «Мёртвая голова».
- Герман Присс — 28 апреля 1943 — оберфюрер СС, командир артиллерийского полка СС «Мёртвая голова».
- Вальдемар Рифкогель — 11 июля 1943 — оберштурмфюрер СС, командир 1-й роты 3-го танкового полка СС.
- Эрнст Демель — 15 августа 1943 — гауптштурмфюрер СС, заместитель командира 3-го штурмового артиллерийского дивизиона СС.
- Курт Лаунер — 15 августа 1943 — штурмбаннфюрер СС, командир 2-го батальона 6-го моторизованного полка СС «Теодор Эйке»
- Эрнст Хаусслер — 15 августа 1943 — штурмбаннфюрер СС, командир 2-го батальона 5-го моторизованного полка СС «Мёртвая голова».
- Хельмут Беккер — 7 сентября 1943 — штандартенфюрер СС, командир 6-го моторизованного полка СС «Теодор Эйке»
- Курт Франке — 3 октября 1943 — гауптшарфюрер СС, командир ударной группы 11-й роты 6-го моторизованного полка СС «Теодор Эйке»
- Рудольф Зойменихт — 13 октября 1943 — гауптштурмфюрер СС, командир 2-й роты 3-го танкового полка СС.
- Берндтлюбих фон Милован — 14 октября 1943 — оберштурмфюрер СС, командир 1-й роты 3-го штурмового артиллерийского дивизиона СС.
- Фриц Бирмейер — 10 декабря 1943 — гауптштурмфюрер СС, командир 2-го батальона 3-го танкового полка СС.
- Феликс Пшедвойевски — 16 декабря 1943 — унтершарфюрер СС, командир орудия 2-й роты 3-го штурмового артиллерийского дивизиона СС.
- Лотар Свирциньски — 16 декабря 1943 — роттенфюрер СС, командир отделения 10-й роты 5-го моторизованного полка СС «Мёртвая голова».
- Герман Бухнер — 16 июня 1944 — гауптштурмфюрер СС, командир 3-го батальона 5-го моторизованного полка СС «Мёртвая голова».
- Йозеф Рёллеке — 16 июня 1944 — унтершарфюрер СС, командир подразделения ординарцев 3-го батальона 5-го моторизованного полка СС «Мёртвая голова».
- Йозеф Свинтек — 16 июня 1944 — оберштурмбаннфюрер СС, командир 3-го танкового артиллерийского полка СС.
- Йохан Фидлер — 16 июня 1944 — унтершарфюрер СС, командир взвода 5-й роты 6-го моторизированного полка СС «Теодор Эйке».
- Адольф Питтшеллис — 23 августа 1944 — штурмбаннфюрер СС, командир 3-го противотанкового артиллерийского дивизиона СС.
- Эрих Эберхардт — 23 августа 1944 — оберштурмбаннфюрер СС, начальник оперативного отдела штаба 3-й танковой дивизии СС.
- Вальтер Маттерн — 20 октября 1944 — оберштурмфюрер СС, командир 7-й роты 3-го танкового полка СС.
- Герман Ланг — 23 октября 1944 — унтершарфюрер СС, командир подразделения ординарцев 1-го батальона 5-го моторизованного полка СС «Мёртвая голова».
- Альфред Тичкус — 11 декабря 1944 — унтершарфюрер СС, командир отделения 3-й роты 3-го разведывательного батальона СС.
- Кристиан Бахманн — 28 февраля 1945 — гауптштурмфюрер СС, командир 2-го батальона 5-го моторизованного полка СС «Мёртвая голова».
- Борис Краас — 28 февраля 1945 — штурмбаннфюрер СС, командир 3-го противотанкового артиллерийского дивизиона СС.
- Хайнц-Фриц Мюллер — 23 марта 1945 — гауптштурмфюрер резерва СС, командир 3-го батальона 6-го моторизованного полка СС «Теодор Эйке»
- Ганс Эндресс — 23 марта 1945 — гауптштурмфюрер резерва СС, командир 2-го батальона 6-го моторизованного полка СС «Теодор Эйке»

### Рыцарский Крест Железного креста с Дубовыми листьями (8)
- Теодор Эйке (№ 88) — 20 апреля 1942 — обергруппенфюрер СС и генерал-лейтенант войск СС, командир дивизии СС.
- Георг Бохман (№ 246) — 17 мая 1943 — штурмбаннфюрер СС, командир 2-го батальона мотоциклетно-стрелкового полка СС «Туле»
- Отто Баум (№ 277) — 22 августа 1943 — оберштурмбаннфюрер СС, командир 5-го моторизованного полка СС.
- Герман Присс (№ 297) — 9 сентября 1943 — бригадефюрер СС и генерал-майор войск СС, командир дивизии СС.
- Эрвин Мейердресс (№ 310) — 5 октября 1943 — гауптштурмфюрер СС, командир 1-го батальона 3-го танкового полка СС.
- Карл Ульрих (№ 480) — 14 мая 1944 — оберштурмбаннфюрер СС, командир 6-го моторизованного полка СС «Теодор Эйке».
- Хельмут Беккер (№ 595) — 21 сентября 1944 — оберфюрер СС, командир дивизии СС.
- Фриц Бирмейер (№ 685) — 26 декабря 1944 — штурмбаннфюрер СС, командир 2-го батальона 3-го танкового полка СС. (посмертно)

### Рыцарский Крест Железного креста с Дубовыми листьями и Мечами (1)
- Герман Присс (№ 65) — 24 апреля 1944 — бригадефюрер СС и генерал-майор войск СС, командир дивизии СС.

## Изображения

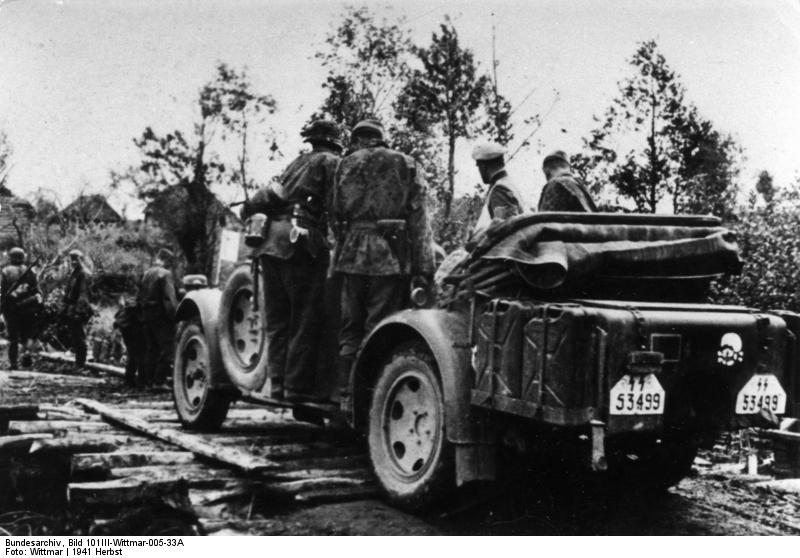
Северные районы СССР, 23 сентября 1941 г. Дивизия продвигается вперёд.
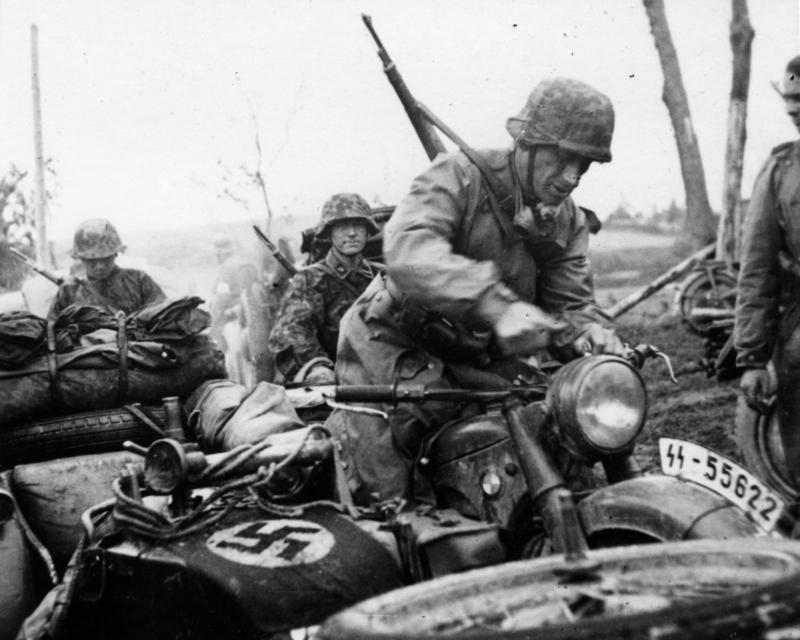
Стрелок-мотоциклист дивизии, 1941 год.
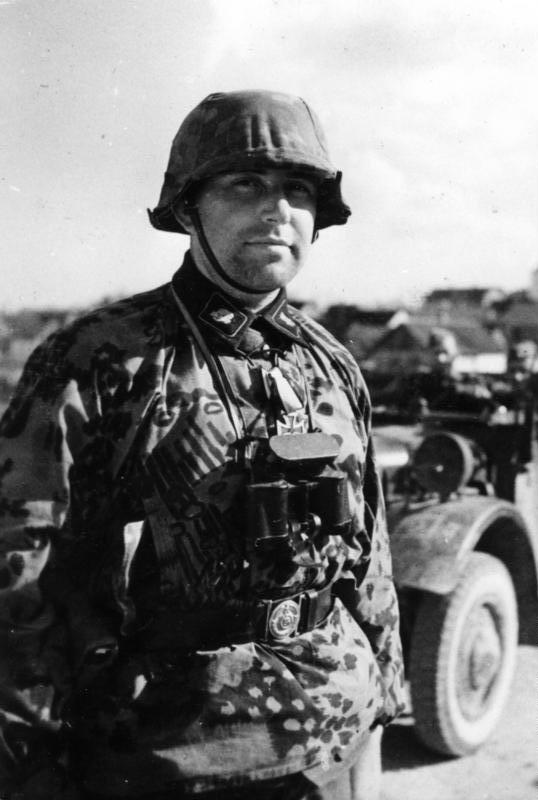
Младший офицер дивизии сразу после награждения Железным крестом 2-го класса, лето 1941 года, территория СССР.
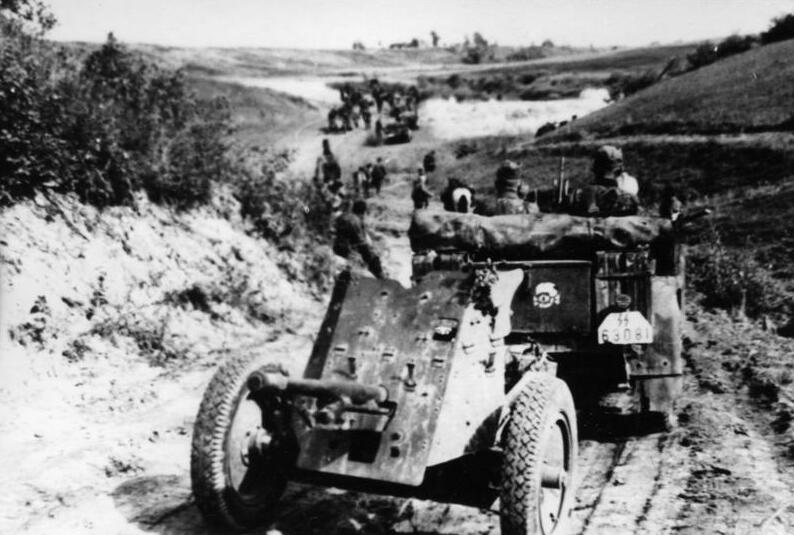
Pak 35/36 дивизии СС «Мёртвая голова», буксируемая SdKfz.6, предположительно под Смоленском, 1941.